# 사미르 메미세비치
사미르 메미세비치(보스니아어: Samir Memisevic, 1993년 8월 13일 ~ )는 보스니아 헤르체고비나의 축구선수이다. 현 UAE 프로리그 알나스르에서 뛰고 있다.